# Лазертаг
Лазертаг (лазертег, от англ. laser — лазер, и tag — метка, догонялки) — командная военно-тактическая игра с использованием безопасного лазерного оружия и сенсоров, фиксирующих попадания. Сенсоры размещаются на жилетах, касках или повязках. Лазерное оружие может быть изготовлено из ударопрочного пластика, в натуральном весе (ММГ-макеты), переделанное из страйкбольных приводов и охолощённого оружия. лазертаг-игры проходят на природе, в торговых центрах, на оборудованных аренах и полигонах, в помещениях.
В отличие от пейнтбола и страйкбола, лазертаг не требует расходных материалов — пуль или красок.
В России действует общественная некоммерческая организация Федерация лазертага России, которая представлена в 57 регионах страны. Её цели — популяризация физической культуры и спорта, развитие спортивного лазертага.

## История

### Ранние военные разработки
Соединённые Штаты Америки
Лучевые имитаторы для применения в качестве учебных средств для проведения занятий по тактической и огневой подготовке подразделений Вооружённых сил США были разработаны в начале 1960-х годов. Помимо мероприятий боевой подготовки военнослужащих, потребность в такого рода снаряжении существовала и в контексте совершенствования методов контроля уровня коллективной подготовки подразделений и результатов военных учений (так как при использовании в этих целях холостых боеприпасов для прикомандированных к участвующим в учениях подразделениям офицеров-наблюдателей и лиц ответственных за подведение итогов учений не представлялось возможным зафиксировать превосходство той или иной стороны, — оба условных противника могли претендовать на победу в учебном бою, — в этом отношении расход боеприпасов и разного рода пиротехнических средств был призван скорее создать обстановку, приближенную к боевой, нежели дать конкретные результаты учебного боя). Один из таких имитаторов для оснащения пехоты, с регистратором и звуковой сигнализацией попаданий, был разработан в военных лабораториях часовой компании Bulova Watch Company в Куинсе (изначальный дальнобойный вариант, разрабатывавшийся по заказу флота, был представлен вниманию военного руководства в 1959 году), но вместо лазерного использовалось невидимое человеческому глазу инфракрасное излучение, что лишь повышало реалистичность применяемой системы имитации боя. Индивидуальный комплект состоял из генератора инфракрасного сигнала, крепившегося к индивидуальному оружию (пистолету, штурмовой винтовке или пулемёту), а также блока питания и регистратора, находившихся в контейнере размером с флягу, носившемся на поясном ремне.
Советский Союз
В 1973 году лазерная система стрелковой подготовки (на базе АКМ) была разработана учреждениями ВПК СССР для подготовки военнослужащих Вооружённых Сил СССР (в ноябре того же года данные о ней появились в международной прессе). Оптический фото-регистратор c фотоэлементом, чувствительным к лазерному излучению, направленный в сторону цели, фиксировал попадание лазерного луча в цель на аналоговое фотоэлектрическое запоминающее устройство и при помощи графопроектора сразу выводил результаты попадания или промаха крупным планом на развёрнутое полотно экрана. Система поддерживала как одиночную стрельбу лазерными лучами, так и имитацию стрельбы короткой, длинной или непрерывной очередью. Для подключения устройства к сети постоянного тока использовались специальные аналоговые разъёмы под кабель необходимой конфигурации в затыльнике деревянного приклада учебного автомата (там, где обычно помещается пенал), либо автономный элемент питания, вставлявшийся туда же. В отличие от американских аналогов, она обеспечивала непревзойдённую точность, но предназначалась к использованию преимущественно на крытом стрельбище (то есть, в тире) для совершенствования стрелковых навыков, либо в учебных классах для проведения теоретических и практических занятий курса стрелковой подготовки. Тем не менее, данная система, успешно пройдя опытную эксплуатацию, в дальнейшем серийно не изготавливалась и в войска не поступала (очевидно, ввиду технической сложности вкупе с дороговизной процесса и расходных материалов).

### Коммерческие и спортивные варианты
История коммерческой идеи эксплуатации лазертега началась в 1977 году Тогда американец Джордж Картер III (Марк Твен III), посмотрев фильм «Звёздные войны», придумал игру «Photon». Именно его идея легла в основу всех нынешних коммерческих лазертегов как в плане стиля проведения, так и в плане концепции игры.
В 1979 году компания South Bend Toys начинает выпуск игры Star Trek Phasers: игра представляла собой комплект из 2 пистолетов (бластеров) с закрепленными на них датчиками. Просто и сложно одновременно, но, тем не менее, имелась одна отличительная особенность — в игре была функция индикации близкого обстрела или рикошетов, повторённая в MILES. Попадания и промахи отслеживались в зависимости от уровня мощности передатчика (в 100 % современных систем программно рассчитывается псевдослучайная вероятность промаха). Реально же продажи этой игры начинаются в 1986 году. Термин «Lazer tag» (через букву «z») изначально был введен компанией Worlds-of-Wonder в 1988—89 годах (производившей оборудование потребительского класса), а затем с незначительной модификацией (замена «z» на «s») был применен ко всем системам, использующим принцип «Photon».
Схожий с лазертегом принцип используется и в армейских системах имитации стрельбы и поражения, появившихся в конце 1970-х годов в армии США как способ имитации боевых действий, подготовки и тренировки солдат. Для этих целей была разработана система MILES (англ. Multiple Integrated Laser Engagement System). Она включала в себя закреплённые на боевом оружии специальные излучатели. Сигналы излучателей улавливали сенсоры, вмонтированные в обмундирование каждого из участников.
После достаточно долгого существования (до начала 1990-х годов) систему MILES заменили на её улучшенную модификацию MILES-2000, отлично показавшую себя в 1998 году в Форте Беннинг.
На данный момент армейские системы имитации стрельбы и поражения выпускают компании-производители в США и странах НАТО. Свои разработки есть также в России и Белоруссии (включая танковые модификации).
Системы лазерной имитации тактического боя являются основным средством профильного обучения военнослужащих стран НАТО.

## Виды лазертага
- Аренный лазертаг — организация игр в закрытом помещении, в стационарно оборудованном лабиринте. Препятствия, стены, напольное покрытие и игровые объекты в аренах подсвечиваются флуоресцентной краской. Аренная команда обычно состоит из 5-6 игроков. Игрокам рекомендуется также разделять «функции», например: два человека — «атакующие», двое — «обороняющиеся» и один — «охотник» (идет в атаку). Стандартная игра длится 30 минут.
- Внеаренный лазертаг — предназначен для игры на открытом воздухе, проходит на специальном оборудованном полигоне, в парке, в лесу. Во внеаренном варианте количество игроков и разделение по ролям практически не ограничено, и зависит только от поставленной игровой задачи и условий местности. Средняя продолжительность боя — от 20 минут до 1 часа, зависит от задачи и может быть ограничена по времени.
- Военный лазертаг — полноценная имитация тактического боя.
- Мобильный лазертаг — лазертег со специальными надувными фигурами, которые имитируют препятствия во время игр. Может проводиться на улицах, в спортзалах и в других помещении.
- Спортивный лазертаг — направление, в котором соревнуются члены региональных отделений Федерации спортивного лазертега России, соревнования и турниры регламентированы, результаты фиксируются в общей статистике регионов и игроков.
- Зомбитаг — направление лазертега с сценариями, по которым игроки одной команды могут переходить на сторону противника и играть за него.
- лазертаг-биатлон — тренировочное направление с винтовками и электронными мишенями.
- лазертаг для дома (или «семейный лазертаг») — направление в сегменте «потребительского» класса — рассчитано не на коммерческое использование, а на покупку оборудования для игр в помещении и на загородной территории.
- Танковый лазертаг — лазерное оборудование навешивается на танки[11][12], игрушечные вездеходы или внедорожники.

Также существует «гибридное» направление — фаертаг — это охолощенное оружие с лазертаг-электроникой и выбросом гильз.

## Правила игры
Существует более 100 сценариев для лазертег-игр, наиболее популярные — «Захват контрольной точки», «Захват флага», «Team Deathmatch». В общем виде правила лазертег-игры можно описать так:
1. Игроки делятся на команды, проводится инструктаж и знакомство с игровой площадкой или полигоном.
2. Выдается лазертег-оружие и сенсоры: жилеты с датчиками + бластеры — в аренном лазертеге; лазертег-оружие + повязки, жилеты или каски с сенсорами — во внеаренном варианте.
3. Инструктор включает программу для считывания игровой статистики.
4. Команды занимают позиции на своих базах, обсуждают стратегию и тактику для победы.
5. Игра начинается. Участники стартуют со своих баз и отыгрывают нужный сценарий.
6. Попадание в противника отображается световой индикацией сенсоров и звуковым сигналом из лазертег-оружия.
7. Если в процессе игры происходит виртуальная смерть участника, то ему приходится возвращаться на свою базу — там он может «возродиться» (вернуться в игру) и пополнять запас патронов от специального девайса.
8. После выполнения сценария ведущий сообщает об окончании игры.
9. В конце игры доступна статистика по командам и по игрокам, её можно выгрузить в социальные сети или сохранить в формате pdf.

В сценариях «Голодные игры» и «Королевская битва» участники соревнуются каждый сам за себя.
В сценариях «Зомби» игроки одной из команд могут переходить на сторону противника и сражаться за него.
Решающими факторами для победы в лазертеге остаются: физическая выносливость, быстрота реакции, стратегическое и тактическое мышление.

## Преимущества лазертега как командной игры
По сравнению с пейнтболом и страйкболом, лазертег имеет существенные преимущества:
- отсутствие расходных материалов — патронов или краски,
- отсутствие помех от ветра при выстреле,
- высокая дальность стрельбы (например, дальность с оптикой Parallax, согласно тестированию, составляет 370 м[16]),
- нет необходимости применять защитную одежду, шлемы и маски,
- отсутствуют какие-либо болевые ощущения и травматизм при попадании «выстрела» в игрока,
- попадания фиксирует электроника, благодаря чему снижается риск ведения нечестной игры одной из команд (например, ситуация когда противник не признается о попадании).

У игры имеются и недостатки. Например, попадая по игроку с больших дистанций во внеаренной игре, стрелок совсем не видит и не чувствует, что попал в цель, то есть нет обратной связи и бой при этом теряет свою осязаемость (но ощущение приходит с опытом). Выстрелы сопровождаются звуковыми эффектами (военные модификации используют для звуковой имитации боя холостые патроны).